# Фонд Михаила Прохорова
Фонд Михаила Прохорова — благотворительный фонд культурных инициатив, учреждённый в 2004 году. Офис исполнительной дирекции находится в Москве и Красноярске.
Фонд стремится способствовать интеграции российской культуры в общемировое культурное пространство.

## Направления деятельности фонда
Главная цель Фонда — системная поддержка культуры российских регионов, их интеграция в общемировое культурное пространство, повышение интеллектуального уровня и творческого потенциала местных сообществ.
Фонд работает как творческая лаборатория по созданию новых культурных технологий, как школа по воспитанию нового поколения творческих и инициативных людей — российского креативного класса, как уникальная площадка социокультурного эксперимента. Деятельность Фонда совмещает в себе несколько важнейших функций: просветительскую, образовательную и благотворительную.
Фонд проводит открытые грантовые конкурсы, разрабатывает и реализует собственные проекты, а также выделяет внеконкурсное финансирование на поддержку уникальных культурных инициатив.
Фонд осуществляет деятельность по следующим направлениям:
- наука, образование, просвещение
- современное искусство

Среди собственных проектов Фонда:
- Литературная премия «НОС» (Новая словесность)
- Красноярская ярмарка книжной культуры[3]
- Региональный фестиваль «Театральный синдром»
- Новый театр — открытый благотворительный конкурс на финансирование российских спектаклей
- конкурс Новая роль библиотек в образовании

Фонд является генеральным партнёром Большого Фестиваля Мультфильмов, Государственного театра наций, Фестиваля NET (Новый Европейский Театр), региональной программы фестиваля «Золотая маска» и т. д.
В 2009 году фонд выступил партнёром российского павильона 53-й Венецианской биеннале и оказал поддержку гастролям Малого драматического театра.

## Организационная структура

### Совет учредителей
- Михаил Дмитриевич Прохоров — учредитель фонда, бизнесмен, основатель Группы «Онэксим», председатель совета директоров крупнейшего в России производителя золота ОАО «Полюс Золото», фигурант списка сотни самых богатых граждан России журнала Forbes.
- Ирина Дмитриевна Прохорова — соучредитель и руководитель фонда, председатель экспертного совета фонда; главный редактор журнала и издательского дома «Новое литературное обозрение», кандидат филологических наук, лауреат Государственной премии РФ за журнал «Новое литературное обозрение» в номинации «Лучший просветительский проект» (2002), лауреат независимой американской премии Liberty за вклад в развитие русско-американских культурных связей (2003), кавалер ордена Искусств и литературы (Франция, 2005), лауреат литературной премии Андрея Белого (2006).

### Попечительский совет
- Евгений Бунимович — поэт, заслуженный учитель России, член президиума Федерального экспертного совета по образованию.
- Андрей Головнев — член-корреспондент Российской академии наук, доктор исторических наук, профессор, главный научный сотрудник Института истории и археологии Уральского отделения РАН.
- Елена Немировская — архитектор, искусствовед, директор Московской школы политических исследований.
- Геннадий Рукша — министр культуры Красноярского края, заслуженный работник культуры РФ, сенатор Международной организации по народному творчеству (IOV) при ЮНЕСКО, кандидат педагогических наук, профессор кафедры рекламы и социально-культурной деятельности Гуманитарного института Сибирского федерального университета.
- Игорь Степаненко — историк, начальник управления приоритетных национальных и краевых проектов правительства Красноярского края.
- Владислав Толстов — журналист, политический обозреватель, ведущий аналитических программ телерадиокомпании «Северный город» (Норильск).
- Анна Гор — искусствовед, куратор, почетный член Российской Академии художеств, заслуженный работник культуры Российской Федерации, директор учрежденного Министерством культуры РФ филиала Государственного центра современного искусства (с 2020 года — филиал ГМИИ им. А. С. Пушкина).
- Василий Церетели — исполнительный директор Московского музея современного искусства, вице-президент и руководитель отделения новейших художественных течений Российской академии художеств, член Московского союза художников.
- Евгений Миронов — народный артист России, художественный руководитель Государственного театра наций, лауреат Государственных премий.

### Экспертный совет
- Ирина Прохорова — председатель экспертного совета.
- Дина Годер — театровед, театральный критик, обозреватель газеты «Время новостей», арт-директор Большого фестиваля мультфильмов.
- Ольга Синицына — искусствовед, заместитель генерального директора Всероссийской государственной библиотеки иностранной литературы.
- Алиса Прудникова — директор по региональному развитию РОСИЗО-ГЦСИ, комиссар и художественный руководитель Уральской индустриальной биеннале современного искусства.

### Исполнительная дирекция
Исполнительная дирекция осуществляет непосредственную координацию всех направлений работы фонда, управление бюджетом, мониторинг эффективности реализации проектов и подготовку финансовых и содержательных отчетов о его деятельности. Исполнительный директор назначается на должность Советом учредителей фонда. Должность исполнительного директора занимает Ирина Владимировна Прохорова.

## Награды и премии
- 2010 — приз «За поддержку театрального искусства России» Национальной театральной премии «Золотая маска»[6].
- 2013 — деятельность Фонда Михаила Прохорова отмечена премиями «Инновация-2012» и «Звезда театрала»[7].
- 2015 — Фонду присвоена Международная премия за развитие и укрепление культурных связей в странах Балтийского региона «Балтийская звезда» в номинации «За поддержку культуры»[8].
- 2021 — Театр Наций вручил Ирине Прохоровой премию Корша в номинации «Дружба 10+» за многолетнюю поддержку. 20 мая 2021 года Михаил и Ирина Прохоровы получили премию Forbes «Филантроп года»[9].